# Peppermint OS
Peppermint OS — облачно-ориентированная операционная система, основанная по выбору на операционной системе Debian или Devuan. Данный дистрибутив разрабатывался с целью обеспечения удобной среды для новичков в Linux. Требует относительно низкие аппаратные ресурсы для запуска.

## Принципы проектирования
Peppermint OS поставляется с минимальным количеством приложений и традиционным интерфейсом рабочего стола. Для установки приложений существует несколько способов, наиболее простой из которых, — воспользоваться приложением Welcome, стартующим автоматически сразу после инсталляции операционной системы. Уникальность Peppermint OS, состоит в собственном подходе к созданию гибридного рабочего стола, которая объединяет как облако, так и локальные приложения. Вместо традиционно нативных приложений для общих задач (обработка текстов, редактирования изображений), Peppermint OS поставляется с пользовательским приложением Ice, чтобы позволить пользователям создавать сайто-специфические браузеры (ССБ).
В недавнем обзоре облака Peppermint OS упоминается как «Linux-ответ на Google Chromebook». Google Chromebook'и создали новый класс устройств для облачных вычислений, с которыми пользователи уже знакомы. В Peppermint OS используется Qutebrowser с открытым исходным кодом как способ включения сайто-специфичного браузера (ССБ) для облачных приложений, поэтому вместо того, чтобы открыть браузер, а затем посетить сайт приложение, есть специальное окно браузер, интегрированное в систему для приложения. Поддержка веб-браузера Firefox (наряду с веб-браузерами Chromium и Chrome) была добавлена в пользовательское приложение Ice, осенью 2015 года, что позволило создать ССБ в окне веб-браузера Firefox.
Но несмотря на то, что проект в первую очередь нацелен на сочетание облака с рабочим столом, пользователи могут устанавливать приложения непосредственно из совместимых репозиториев Debian, и запускать облачные приложения с настольного программного обеспечения. Как и в любом другом дистрибутиве Linux, в Peppermint OS, можно устанавливать пакеты, такие как: LibreOffice, GIMP, VLC, Skype и т. д. Так как Peppermint — это разновидность Debian, то она поддерживает всё, что поддерживает Debian. Чтобы облегчить установку программ, Peppermint OS поставляется с MintInstall, Synaptic и Gdebi.

## Терминология
Peppermint является тёзкой Linux Mint. Разработчики изначально хотели использовать конфигурацию и утилиты полученные из Linux Mint, в сочетании с окружающей средой, которая была бы менее требовательна к ресурсам и более сосредоточена на веб-интеграции. Они посчитали, что их концепция, была «острее» версии Mint, так что, имя Peppermint было естественным.
В отличие от Linux Mint, которая в основном известна своим рабочим столом Cinnamon, Peppermint использует рабочий стол Xfce.

## История
Peppermint OS изначально была задумана в пабе «Чёрная роза» в Хендерсонвилле (Северная Каролина) в США, во время ночной попойки и обсуждения будущего Linux для настольных компьютеров. Но первоначально Peppermint был разработан как социальная медиа-ориентированная рассылка.
До принятия решения об ответвлении от Lubuntu развитие Pre-альфа сборки состояло из широкого круга потенциальных направлений. В течение января и февраля 2010 года было проведено несколько небольших экспериментов с KDE, E17, Adobe Air, а также с несколькими различными кодовыми базами. В марте 2010 года были запущены альфа-сборки с использованием кодовой базы Lubuntu 10.04. В апреле 2010 года дистрибутив Peppermint был выпущен для небольшой группы рядовых бета-тестеров, где он оставался рядовым, до первого публичного релиза.
Если первоначально Peppermint OS использовала в качестве базы Lubuntu, а в качестве рабочего стола смесь Lxde и Xfce, то с версии 11, выпущенной 2 февраля 2022 года, в качестве базы используется Debian, а в качестве рабочего стола — только Xfce.

### История версий
| Версия | Дата           | Последний исправленный выпуск |
| ------ | -------------- | ----------------------------- |
| One    | 9 мая 2010     | 01042011                      |
| Ice    | 20 июля 2010   | 20110302                      |
| Two    | 10 июня 2011   | Неизвестно                    |
| Three  | 23 июля 2012   | Неизвестно                    |
| Four   | 13 июня 2013   | 20131113                      |
| Five   | 23 июня 2014   | Неизвестно                    |
| Six    | 31 мая 2015    | Неизвестно                    |
| Seven  | 24 июня 2016   | Неизвестно                    |
| Eight  | 28 мая 2017    | Неизвестно                    |
| 9      | 22 июня 2018   | Неизвестно                    |
| 10     | 17 мая 2019    | Неизвестно                    |
| 11     | 2 февраля 2022 | 20221107                      |
| 12     | 1 июля 2023    | 20230701                      |

### Описание релизов
- 9 мая 2010 года был выпущен Peppermint One. Менее чем через неделю, он был скачан более 25 000 раз. Вскоре, как только Peppermint перерос свой веб-хостинг и перешёл на VPS.NET, то VPS.NET стал первым официальным спонсором проекта Peppermint[13][14][15].
- 20 июня 2010 года был выпущен Peppermint Ice. В качестве браузера по умолчанию, дистрибутив Peppermint Ice был оснащён браузером Chromium, а также синей и чёрной темой, чтобы отличить его от Peppermint One[16].
- 10 июня 2011 года был выпущен Peppermint Two. Он объединял в себе, особенности двух предыдущих выпусков, и теперь, в качестве браузера по умолчанию, был оснащен браузером Chromium, совместно с приложением Ice, для создания сайто-специфических браузеров. А также, это была первая версия Peppermint, которая была доступна в виде 2 версий: 32- и 64-битной.
- 23 июля 2012 года был выпущен Peppermint Three. По умолчанию, был включен стабильный репозиторий браузера Chromium; очень легкая тема и картинка по умолчанию; в меню уменьшено кол-во веб-приложений установленных по умолчанию; был оснащен GWoffice; а также, в репозиторий Peppermint, был добавлен GIMP 2.8[17][18].
- 13 июня 2013 года был выпущен Peppermint Four. Peppermint Four был создан на базе Ubuntu 13.04 и использовал окружение рабочего стола LXDE, но в качестве оконного менеджера был использован Xfwm4, вместо Openbox. Были добавлены игры: Entanglement и First Person Tetris, а также были добавлены мета-пакеты для популярных задач, таких как: графика и фотография, рекомендуемые в разделе менеджера программного обеспечения[19][20][21].
- 23 июня 2014 года был выпущен Peppermint Five. «В этом выпуске мы готовимся к будущему. Технология landscape постоянно меняется, и мы всегда отвечаем на запросы, чтобы удовлетворить потребности наших пользователей. Мы на все 100 % вынуждены поставлять операционную систему, которая: быстра, безопасна и доступна во всем мире. Peppermint Five является ещё одним шагом в этом направлении.» — Шейн Ремингтон — COO of Peppermint OS, LLC[22][23][24].
- 31 июня 2015 года был выпущен Peppermint Six. «Peppermint рада объявить о запуске нашей новой версии операционной системы, Peppermint Six. Как и было обещано, Peppermint Six легкий и быстрый; используете ли вы программное обеспечение на вашем рабочем столе, в сети, или используете облачные приложения. Я хотел бы воспользоваться возможностью, чтобы поблагодарить Марка Гривза, который сделал шаг вперёд и произвёл большую часть того, что вы видите здесь, в Peppermint Six. Марк теперь играет главную роль в Peppermint, руководя командой разработчиков. Я думаю, вы будете поражены тем, какой труд, он и другие, вложили в Peppermint Six.» — Шейн Ремингтон — COO of Peppermint OS, LLC.
- 24 июня 2016 года был выпущен Peppermint Seven. «Команда Peppermint рада объявить о нашей новой операционной системе Peppermint 7, которая поставляется в 32- и 64-битной версиях, и которая с недавнего времени, имеет встроенную поддержку UEFI/GPT/Secure Boot, новую версию приложения Ice (фреймворк сайто-специфичного браузера), с полной поддержкой браузера Firefox, а также Chromium / Chrome.» — Марк Гривз (PCNetSpec) — Лидер команды разработчиков & Администратор службы поддержки[25][26].
- 28 мая 2017 года был выпущен Peppermint Eight. Эта версия всё ещё основана на Ubuntu 16.04, но имеет версию ядра Linux 4.8[27][28].
- 22 июня 2018 года был выпущен Peppermint 9.
- 17 мая 2019 года был выпущен Peppermint 10. «Команда Peppermint с радостью представляет Peppermint 10 (20190514), новейшую версию нашей операционной системы. Основанный на кодовой базе 18.04 LTS (долгосрочная поддержка), Peppermint 10 по-прежнему выпускается как в 64-битном, так и в 32-битном вариантах, поэтому все еще поддерживается старое оборудование. Мы надеемся, что вам понравится использовать его вдвое меньше, чем мы вместе.»
- 2 февраля 2022 года был выпущен Peppermint 11. Основан на Debian 11 (Bullseye) и оболочке рабочего стола XFCE (4.16).
- 1 июля 2023 года был выпущен Peppermint 12. Основан на Debian 12 (Bookworm) и оболочке рабочего стола XFCE (4.18).

## Разработчики
- Mark Greaves (PCNetSpec) — CEO, Лидер команды & Администратор службы поддержки.
- Brian Tomlinson — Разработчик программного обеспечения.
- Andy Mitchell — Управляющий сообществом.
- Graeme Duncan — Модератор форума поддержки.
- John Lenon (VinDSL) — Модератор форума поддержки.
- Shane Remington — Соучредитель & бывший COO of Peppermint OS, LLC
- Kendall Weaver — Соучредитель & бывший CTO of Peppermint OS, LLC